# Lutz D. Schmadel
| Asteroidi scoperti: ?     | Asteroidi scoperti: ? |
| ------------------------- | --------------------- |
| 16505 Sulzer [1]          | 12 ottobre 1990       |
| 16544 Hochlehnert [1]     | 9 settembre 1991      |
| 16590 Brunowalter [1]     | 21 settembre 1992     |
| 17458 Dick [1]            | 13 ottobre 1990       |
| 17459 Andreashofer [1]    | 13 ottobre 1990       |
| 17460 Mang [1]            | 10 ottobre 1990       |
| 17484 Ganghofer [1]       | 13 settembre 1991     |
| 17488 Mantl [1]           | 2 ottobre 1991        |
| 17489 Trenker [1]         | 2 ottobre 1991        |
| 18359 Jakobstaude [1]     | 13 ottobre 1990       |
| 18360 Sachs [1]           | 10 ottobre 1990       |
| 18395 Schmiedmayer [1]    | 21 settembre 1992     |
| 18396 Nellysachs [1]      | 21 settembre 1992     |
| 19162 Wambsganss [1]      | 10 ottobre 1990       |
| 19178 Walterbothe [1]     | 9 settembre 1991      |
| 19182 Pitz [1]            | 7 ottobre 1991        |
| 19183 Amati [1]           | 5 ottobre 1991        |
| 19208 Starrfield [1]      | 2 settembre 1992      |
| 19992 Schönbein [1]       | 10 ottobre 1990       |
| 19993 Günterseeber [1]    | 10 ottobre 1990       |
| 20012 Ranke [1]           | 13 settembre 1991     |
| 21050 Beck [1]            | 10 ottobre 1990       |
| 21074 Rügen [1]           | 12 settembre 1991     |
| (21075) 1991 RF4 [1]      | 12 settembre 1991     |
| 21076 Kokoschka [1]       | 12 settembre 1991     |
| (21109) 1992 RY [1]       | 4 settembre 1992      |
| 21110 Karlvalentin [1]    | 4 settembre 1992      |
| (21118) 1992 SB17 [1]     | 24 settembre 1992     |
| 22322 Bodensee [1]        | 13 settembre 1991     |
| (22348) 1992 SA17 [1]     | 24 settembre 1992     |
| 22369 Klinger [1]         | 18 settembre 1993     |
| (23472) 1990 TZ10 [1]     | 10 ottobre 1990       |
| 23473 Voss [1]            | 11 ottobre 1990       |
| 23490 Monikohl [1]        | 12 settembre 1991     |
| 23514 Schneider [1]       | 2 settembre 1992      |
| 24699 Schwekendiek [1]    | 13 ottobre 1990       |
| 24712 Boltzmann [1]       | 12 settembre 1991     |
| 24713 Ekrutt [1]          | 12 settembre 1991     |
| 24748 Nernst [1]          | 26 settembre 1992     |
| 24749 Grebel [1]          | 24 settembre 1992     |
| 24750 Ohm [1]             | 24 settembre 1992     |
| (26842) 1991 TK6 [1]      | 2 ottobre 1991        |
| 27758 Michelson [1]       | 12 settembre 1991     |
| 29185 Reich [1]           | 13 ottobre 1990       |
| 29208 Halorentz [1]       | 9 settembre 1991      |
| 29214 Apitzsch [1]        | 2 ottobre 1991        |
| 29246 Clausius [1]        | 2 settembre 1992      |
| 29250 Helmutmoritz [1]    | 24 settembre 1992     |
| 30826 Coulomb [1]         | 10 ottobre 1990       |
| 30827 Lautenschläger [1]  | 10 ottobre 1990       |
| 30828 Bethe [1]           | 12 ottobre 1990       |
| 30829 Wolfwacker [1]      | 10 ottobre 1990       |
| 30830 Jahn [1]            | 14 ottobre 1990       |
| 30847 Lampert [1]         | 13 settembre 1991     |
| 30850 Vonsiemens [1]      | 7 ottobre 1991        |
| 30851 Reißfelder [1]      | 2 ottobre 1991        |
| 30852 Debye [1]           | 2 ottobre 1991        |
| 30882 Tomhenning [1]      | 21 settembre 1992     |
| 30883 de Broglie [1]      | 24 settembre 1992     |
| 32808 Bischoff [1]        | 10 ottobre 1990       |
| 32809 Sommerfeld [1]      | 10 ottobre 1990       |
| 32810 Steinbach [1]       | 10 ottobre 1990       |
| 32811 Apisaon [1]         | 14 ottobre 1990       |
| 32821 Posch [1]           | 9 settembre 1991      |
| 32853 Döbereiner [1]      | 21 settembre 1992     |
| 32855 Zollitsch [1]       | 24 settembre 1992     |
| 37582 Faraday [1]         | 12 ottobre 1990       |
| 37583 Ramonkhanna [1]     | 13 ottobre 1990       |
| 37584 Schleiden [1]       | 10 ottobre 1990       |
| 37592 Pauljackson [1]     | 3 ottobre 1991        |
| 37608 Löns [1]            | 24 settembre 1992     |
| 39536 Lenhof [1]          | 10 ottobre 1990       |
| 42487 Ångström [1]        | 9 settembre 1991      |
| 42492 Brüggenthies [1]    | 3 ottobre 1991        |
| 43790 Ferdinandbraun [1]  | 12 ottobre 1990       |
| 43804 Peterting [1]       | 10 settembre 1991     |
| 43806 Augustepiccard [1]  | 13 settembre 1991     |
| 43813 Kühner [1]          | 7 ottobre 1991        |
| 46563 Oken [1]            | 12 settembre 1991     |
| 48447 Hingley [1]         | 10 ottobre 1990       |
| 48456 Wilhelmwien [1]     | 12 settembre 1991     |
| 48457 Joseffried [1]      | 12 settembre 1991     |
| 48458 Merian [1]          | 13 settembre 1991     |
| 48471 Orchiston [1]       | 7 ottobre 1991        |
| 48472 Mössbauer [1]       | 2 ottobre 1991        |
| 48492 Utewielen [1]       | 24 settembre 1992     |
| 48588 Raschröder          | 2 settembre 1994      |
| 52291 Mott [1]            | 10 ottobre 1990       |
| 52292 Kamdzhalov [1]      | 10 ottobre 1990       |
| 52293 Mommsen [1]         | 12 ottobre 1990       |
| 52294 Detlef [1]          | 12 ottobre 1990       |
| 52301 Qumran [1]          | 9 settembre 1991      |
| 52308 Hanspeterröser [1]  | 7 ottobre 1991        |
| 52337 Compton [1]         | 2 settembre 1992      |
| 52341 Ballmann [1]        | 21 settembre 1992     |
| 55753 Raman [1]           | 13 settembre 1991     |
| 58186 Langkavel [1]       | 13 settembre 1991     |
| 58215 von Klitzing [1]    | 21 settembre 1992     |
| 58217 Peterhebel [1]      | 24 settembre 1992     |
| 65685 Behring [1]         | 10 ottobre 1990       |
| 65692 Trifu [1]           | 12 settembre 1991     |
| 65708 Ehrlich [1]         | 4 settembre 1992      |
| 65712 Schneidmüller [1]   | 24 settembre 1992     |
| 69286 von Liebig [1]      | 10 ottobre 1990       |
| 69287 Günthereichhorn [1] | 10 ottobre 1990       |
| 69288 Berlioz [1]         | 11 ottobre 1990       |
| 69295 Stecklum [1]        | 2 ottobre 1991        |
| 69312 Rogerbacon [1]      | 24 settembre 1992     |
| 73686 Nussdorf [1]        | 10 ottobre 1990       |
| 73687 Thomas Aquinas [1]  | 10 ottobre 1990       |
| 73692 Gürtler [1]         | 12 settembre 1991     |
| 73693 Dorschner [1]       | 12 settembre 1991     |
| 73699 Landaupfalz [1]     | 4 ottobre 1991        |
| 73700 von Kues [1]        | 5 ottobre 1991        |
| 73701 Siegfriedbauer [1]  | 3 ottobre 1991        |
| 79129 Robkoldewey [1]     | 11 ottobre 1990       |
| 79138 Mansfeld [1]        | 13 settembre 1991     |
| 85179 Meistereckhart [1]  | 11 ottobre 1990       |
| (85190) 1991 RR3 [1]      | 12 settembre 1991     |
| 85195 von Helfta [1]      | 7 ottobre 1991        |
| (85196) 1991 TG3 [1]      | 4 ottobre 1991        |
| 85197 Ginkgo [1]          | 5 ottobre 1991        |
| (85198) 1991 TC6 [1]      | 2 ottobre 1991        |
| 85199 Habsburg [1]        | 3 ottobre 1991        |
| (85214) 1992 SZ1 [1]      | 21 settembre 1992     |
| 85215 Hohenzollern [1]    | 26 settembre 1992     |
| (85216) 1992 SL17 [1]     | 24 settembre 1992     |
| 90709 Wettin [1]          | 12 ottobre 1990       |
| (90711) 1990 TB10 [1]     | 10 ottobre 1990       |
| 90712 Wittelsbach [1]     | 12 ottobre 1990       |
| (90718) 1991 RW3 [1]      | 12 settembre 1991     |
| 96205 Ararat [1]          | 24 settembre 1992     |
| (96206) 1992 SU17 [1]     | 24 settembre 1992     |
| 100084 Gußmann [1]        | 26 settembre 1992     |
| 120460 Hambach [1]        | 13 ottobre 1990       |
| (120461) 1990 TK9 [1]     | 10 ottobre 1990       |
| 120481 Johannwalter [1]   | 24 settembre 1992     |
| 162001 Vulpius [1]        | 10 ottobre 1990       |
| 162002 Spalatin [1]       | 10 ottobre 1990       |
| - [1] con Freimut Börngen |                       |

Lutz D. Schmadel (Berlino, 2 luglio 1942 – 21 ottobre 2016) è stato un astronomo tedesco che lavora presso l'Astronomisches Rechen-Institut (ARI) dell'Università di Heidelberg.
Schmadel è un prolifico scopritore di asteroidi, con un interesse speciale per la loro orbita. Tra gli asteroidi scoperti ci sono 8661 Ratzinger, 10114 Greifswald e 11508 Stolte.
È anche autore del Dictionary of Minor Planet Names (ISBN 3-540-00238-3), un volume che contiene informazioni sulla scoperta e il nome di 12804 asteroidi (al marzo 2004).
L'asteroide 2234 Schmadel, scoperto nel 1977, è stato battezzato in suo onore.